# Roskilde (comuna)
A Comuna de Roskilde (em dinamarquês: Roskilde Kommune) é um município da Dinamarca, localizado no centro da Região da Zelândia, no sudeste do país. O seu centro administrativo é a cidade de Roskilde.

Tem uma área de 212 km² e uma população de 87,015 habitantes (2017).
As maiores localidades do município são Roskilde, Jyllinge, Viby, Svogerslev e Gundsømagle.